# Pleione (Oceanina)
Pleione (in greco antico: Πληιόνη?, Plēiónē) o Etra è un personaggio della mitologia greca ed è una ninfa oceanina protettrice della navigazione.

## Genealogia
Figlia di Oceano e di Teti,
sposò il primo leggendario re della Mauretania, il titano Atlante da cui ebbe le Pleiadi, le Iadi, Iante e Calipso.

## Mitologia
Pleione viveva sul Monte Cillene in una regione meridionale della Grecia chiamata Arcadia.
Di lei si narra che durante un viaggio attraverso la Beozia in compagnia delle figlie, il loro accompagnatore Orione s'invaghì di lei decidendo di attaccarle. Pleione fuggì e si nascose ma Orione continuò a cercarla per sette anni, così Zeus si fece prendere da compassione e la trasformò in una delle stelle della costellazione di Orione.